# قطعنامه ۱۷۶۲ شورای امنیت
قطعنامه ۱۷۶۲ شورای امنیت سازمان ملل متحد که در تاریخ ۲۹ ژوئن ۲۰۰۷ تصویب شد، سندی بین‌المللی دربارهٔ بررسی وضعیت در مورد عراق است. این قطعنامه طی نشست ۵۷۱۰ام با ۱۴ رای موافق، ۰ مخالف و ۱ ممتنع تصویب شد.